# 模範家族
《模範家族》（韓語：모범가족），為Netflix韓國原創影集，於2022年8月12日播出。 由執導《金裝律師》的導演金珍佑和編寫《特殊案件專案組TEN》的編劇李在坤攜手合作，描述面臨破產及離婚危機的平凡一家之主東河在因緣際會之下發現死者的錢，悽慘地與犯罪組織扯上關係展開的故事。

## 演員陣容

### 主要人物
| 演員   | 角色   | 介紹                                                                               |
| 鄭宇   | 朴動廈 | 一輩子過著奉公守法的生活，軟弱無能的一家之主，個性善良謹慎的大學約聘教授。         |
| 朴喜洵 | 馬光喆 | 為了尋找消失的錢箱下落，跟蹤朴動廈並打壓他的毒品組織老二，是個沒血沒淚的無情人物。 |
| 尹珍序 | 江訔湊 | 朴動廈的妻子。向無能的丈夫提出離婚要求，隱瞞著無法得知的秘密。                     |
| 朴知研 | 康賙呟 | 調查朴動廈和馬光喆之間關係的毒品搜查組組長。                                       |

### 犯罪組織
| 演員   | 角色   | 介紹                                                                                         |
| 崔武成 | 黃龍洙 | 崔姜駿的姊夫。毒品中盤商老大，十分害怕經銷商「上級幫」勢力，在崔姜駿與馬光喆之間要做出決擇。 |
| 金盛吳 | 崔姜駿 | 能看見其眼神裡瘋狂氣息的毒品組織新面孔，是個神祕、令人感到不安的人物。                       |
| 朴斗植 | 高珉奎 | 馬光喆的手下。                                                                               |
| 文真承 | 吳重培 | 馬光喆的得力助手，為了老大什麼事都願意做。                                                   |

### 朴動廈周邊人物
| 演員                              | 角色   | 介紹                                                         |
| 李昌勳                            | 龔秉九 | 教授，朴動廈的同事。                                         |
| 吳光祿                            | 朴得壽 | 朴東廈斷絕關係的父親，在一團混亂的時間點再次出現在朴東廈家。 |
| 申銀秀                            | 朴燃又 | 朴東廈和江訔湊的女兒，處於青春期的第三年。                   |
| 石民基（석민기） （童年：徐宇真） | 朴賢虞 | 朴東廈和江訔湊的兒子，患有心臟相關疾病從小身體就不好。       |

### 其他人物
| 演員   | 角色   | 介紹                                                       |
| 金柱憲 | 尤漢哲 | 臥底警察，康賙呟的好友。                                   |
| 鄭準元 | 車潤錫 | 康賙呟的搭檔，和康賙呟假裝夫妻住進社區中監視馬光喆的刑警。 |
| 金新綠 | 文晶國 | 康賙呟的上司、緝毒組探長。                                 |
| 李文植 | 朴江玉 | 龍南警察局所長。                                           |
| 许栋元 | 金正煥 | 朴東廈和江訔湊的隔壁鄰居。                                 |
| 金伸比 | 吳宰燦 | 朴燃又認識的哥哥。                                         |

### 特別出演
| 演員   | 角色   | 介紹 |
| 許城泰 | 馬社長 |      |

## 外部連結
- 在Netflix上觀看《模範家族》
- Daum上《模範家族》的資料